# Sebastian Kienle
Sebastian Kienle (Mühlacker, RFA, 6 de julio de 1984) es un deportista alemán que compite en triatlón.
Ganó cuatro medallas en el Campeonato Mundial de Ironman entre los años 2013 y 2019, y seis medallas en el Campeonato Europeo de Ironman entre los años 2012 y 2019. En Ironman 70.3 obtuvo cuatro medallas en el Campeonato Mundial entre los años 2012 y 2016, y dos medallas en el Campeonato Europeo en los años 2009 y 2010.

## Palmarés internacional
| Campeonato Mundial | Campeonato Mundial     | Campeonato Mundial | Campeonato Mundial |
| Año                | Lugar                  | Medalla            | Prueba             |
| ------------------ | ---------------------- | ------------------ | ------------------ |
| 2013               | Hawái (Estados Unidos) | Medalla de bronce  | Individual         |
| 2014               | Hawái (Estados Unidos) | Medalla de oro     | Individual         |
| 2016               | Hawái (Estados Unidos) | Medalla de plata   | Individual         |
| 2019               | Hawái (Estados Unidos) | Medalla de bronce  | Individual         |
| Campeonato Europeo |                        |                    |                    |
| Año                | Lugar                  | Medalla            | Prueba             |
| 2012               | Fráncfort (Alemania)   | Medalla de plata   | Individual         |
| 2014               | Fráncfort (Alemania)   | Medalla de oro     | Individual         |
| 2015               | Fráncfort (Alemania)   | Medalla de plata   | Individual         |
| 2016               | Fráncfort (Alemania)   | Medalla de oro     | Individual         |
| 2017               | Fráncfort (Alemania)   | Medalla de oro     | Individual         |
| 2019               | Fráncfort (Alemania)   | Medalla de plata   | Individual         |

| Campeonato Mundial | Campeonato Mundial         | Campeonato Mundial | Campeonato Mundial |
| Año                | Lugar                      | Medalla            | Prueba             |
| ------------------ | -------------------------- | ------------------ | ------------------ |
| 2012               | Henderson (Estados Unidos) | Medalla de oro     | Individual         |
| 2013               | Henderson (Estados Unidos) | Medalla de oro     | Individual         |
| 2015               | Zell am See (Austria)      | Medalla de plata   | Individual         |
| 2016               | Mooloolaba (Australia)     | Medalla de plata   | Individual         |
| Campeonato Europeo |                            |                    |                    |
| Año                | Lugar                      | Medalla            | Prueba             |
| 2009               | Wiesbaden (Alemania)       | Medalla de oro     | Individual         |
| 2010               | Wiesbaden (Alemania)       | Medalla de plata   | Individual         |